# Four Corners (Canada)

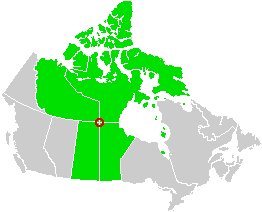
Una mappa che evidenzia i confini delle quattro province e territori del Canada che si incontrano.

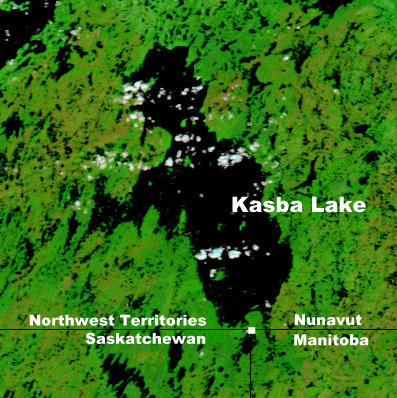
Mappa della NASA che mostra il lago Kasba e i quattro confini.

Four Corners (dall'inglese: Quattro angoli) è l'unico punto del territorio del Canada in cui quattro province e territori del Canada si toccano: Manitoba, Nunavut, Saskatchewan e Territori del Nord-Ovest.
Il punto si trova approssimativamente alle coordinate 60°N 102°W.

## Geografia
L'area del Four Corners canadese si trova tra il lago Kasba a nord e il lago Hasbala a sud. Si trova in un'area della foresta di taiga marginale, che sembra essere l'unico posto in Nunavut che non è tundra artica o calotta di ghiaccio. Si trova a centinaia di chilometri da qualsiasi strada o ferrovia, ma è possibile accedervi dal vicino aeroporto Kasba Lake/Water Aerodrome e da Point North Landing vicino a Wollaston Lake.
L'intersezione dei confini tra Manitoba e Saskatchewan con i Territori del Nord-Ovest, rilevata prima della creazione di Nunavut nel 1999, è contrassegnata da un obelisco in alluminio inscritto, che fu eretto nel 1962. Questa posizione è a circa 400 metri dal meridiano 102° O. Sulla cima dell'obelisco c'è un avvertimento sul disco di cinque anni di reclusione per la rimozione o la distruzione del monumento.